# Марсель Дюшан
Марсе́ль Дюша́н (фр. Henri Robert Marcel Duchamp, 28 липня 1887, Бленвіль-Кревон — 2 жовтня 1968, Неї-сюр-Сен) — французький та американський художник, скульптор, теоретик мистецтва, шахіст. Дюшан працював у стилі дадаїзму та сюрреалізму та справив великий вплив на різні напрямки сучасного мистецтва. Дюшан відомий своїм винаходом об'єктів «ready-made» (англ. зроблений заздалегідь), серед яких особливо відомий його «Фонтан», який являє собою пісуар з написом «R. Mutt».

## Біографія
Марсель Дюшан народився в Бленвіль-Кревон у Нормандії, на північному заході Франції, у родині Ежена Дюшана та Люсі Дюшан (раніше Люсі Ніколь), яка захоплювалася культурною діяльністю. Весь будинок був наповнений роботами художника та гравера Еміля Фредеріка Ніколя, його діда по материнській лінії. Сім’я любила разом грати в шахи, читати книги, малювати та створювати музику. 
Дюшан, як і його старші брати, навчався в ліцеї в Руані з десяти до сімнадцяти років. Хоча в школі Дюшан не був зразковим учнем, найліпше йому давалася математика, він навіть отримав дві премії за цей предмет. У віці чотирнадцяти років серйозно захопився малюванням, у 1903 році він вже навіть отримав нагороду за малюнок. Його першими серйозними творчими спробами були малюнки, що зображували його сестру Сюзанну під час різних занять. Перші пейзажі околиць Дюшан виконав в дусі імпресіонізму, роботи відносяться до 1902 року. У 1904 він переїхав у Париж, оселився у частині міста Монмартр, намагався навчатися в Академії Жуліана, проте покинув заняття. Він навчився академічного малювання у вчителя, який безуспішно намагався «захистити» своїх учнів від імпресіонізму, постімпресіонізму та інших впливів авангарду.
У 1922 році залишив мистецтво й цілком присвятив себе шахам. У 1924 році в складі збірної Франції взяв участь у I неофіційній шаховій олімпіаді в Парижі. У 1925 році в чемпіонаті Франції (він був автором плакату турніру) посів 4-е місце й отримав титул національного шахового майстра. Входив до складу збірної на шахових олімпіадах 1928, 1930, 1931 і 1933. На Олімпіаді-30 зіграв унічию з чемпіоном США Френком Маршаллом. Згодом перейшов до кореспонденційних шахів — у першій олімпіаді з шахів за листуванням 1935—1939 очолив збірну Франції та здобув з нею перемогу в турнірі (набрав 9 очок з 11). Входив до об'єднання УЛІПО.
У листопаді 1999 року на аукціоні Сотбіс одна з восьми копій «Фонтану» 1964 року була продана за 1,7 мільйона доларів.
У 2017 році копію картини «Мони Лізи» Леонардо да Вінчі авторства Марселя Дюшана, з домальованими бородою та ву́сами, на аукціоні в Парижі продали за 631 500 євро.

## Галерея

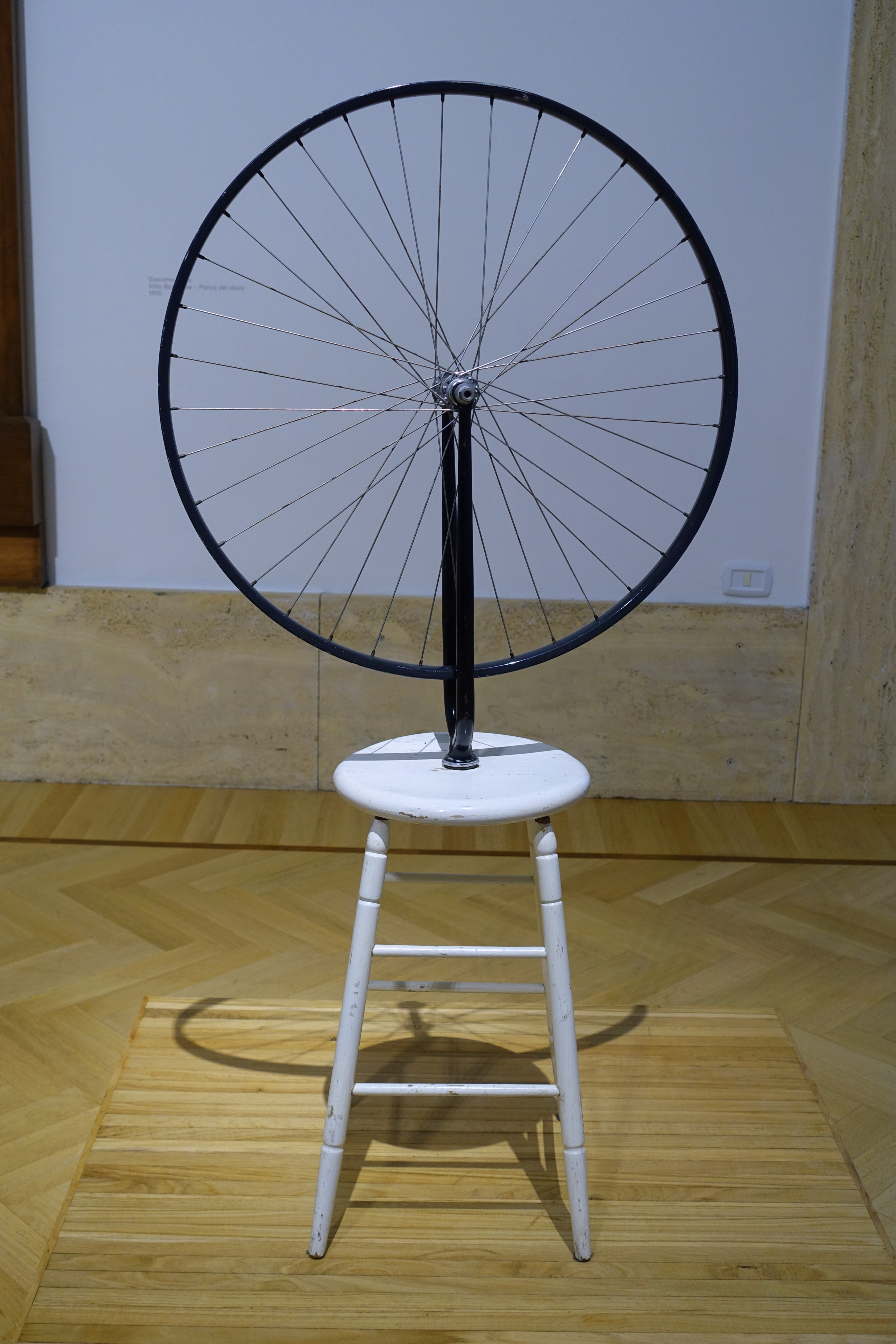
«Велосипедне колесо», 1913
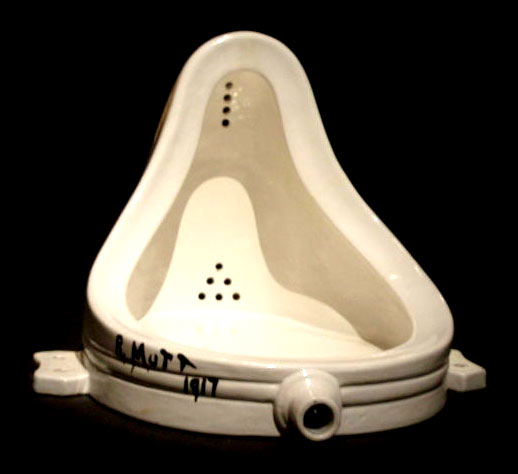
«Фонтан», 1917
«Мона Ліза» з бородою та ву́сами